# Oasi WWF "Il Rifugio Mellitto" di Grumo Appula
Il Rifugio Mellitto è un'oasi naturale gestita dal WWF dal 2009. Si trova nel comune di Grumo Appula.

## Flora e fauna
L'oasi ha lo scopo di preservare 6 ettari di natura nel comprensorio della Contrada Mellitto, in località Murgia Suagna, sintesi del patrimonio ambientale della Murgia.
Qui nascono spontaneamente ulivi e mandorli, non viene effettuato alcun tipo di trattamento chimico, né meccanico e gli alberi che non producono più frutti vengono lasciati per permettere ai rapaci di posarsi sui rami e ai roditori di trovare riparo nelle cavità dei tronchi.
All'interno dell'oasi sono presenti querce di diversa età, da quelle secolari a esemplari più giovani; rappresentano le ultime vestigia dell'antico manto boschivo presente sulla Murgia, costituito da fragno, roverella, quercia spinosa e farnetto. Una notevole estensione dell'oasi è occupata da una pineta, rimboschimento voluto dall'ex proprietario agli inizi degli anni settanta, che copre circa 1/4 dell'intera superficie fittamente popolata da pini e cipressi.
Il sottobosco, piuttosto rado, presenta le caratteristiche della macchia mediterranea. Il resto della superficie mostra il tipico paesaggio spoglio delle Murge, volutamente in abbandono cosicché il bosco originario possa pian piano riconquistare il suo spazio naturale. Le regine di questo ambiente sono le orchidee selvatiche, splendide e di vario genere.
La fauna dell'oasi è costituita da numerosi rapaci notturni e diurni, ricci, donnole e faine e volpi; tra i rettili la testuggine di terra, il colubro leopardino, il biacco, il cervone.

## Accesso
L'ingresso dell'Oasi è dalla Contrada Mellitto di Grumo Appula.